# Xie Fei
Xie Fei (谢飞S, Xiè FēiP) (Yan'an, 14 agosto 1942) è un regista e sceneggiatore cinese.
Premiato con l'Orso d'argento per Black Snow nel 1990, ha vinto l'Orso d'oro tre anni dopo al Festival internazionale del cinema di Berlino nel 1993 con La donna del lago delle anime profumate (Xian Hunnü).

## Filmografia

### Regista e sceneggiatore
- Una ragazza di nome Xiao Xiao (Xiangnu xiaoxiao) (1986)
- Black Snow (Ben ming nian) (1990)
- Alba di sangue (Xue se qing chen) (1990)
- La donna del lago delle anime profumate (Xian Hunnü) (1993)
- Lo stallone nero (Hei jun ma) (1995)
- Song of Tibet (Yeshe Dolma) (2000)